# Hartmann von Aue
Hartmann von Aue, född cirka 1165, död cirka 1215, var en tysk författare.
Hartmann von Aue kom i hovtjänst hos den schwabiska adelssläkten Ouwe, åtnjöt i rikt mått tidens bildning. Han deltog i korståget 1197. Som epiker är Hartmann tillsammans med Gottfrid från Strassburg och Wolfram von Eschenbach den medelhögtyska blomstringstidens främste och prisas av många samtida skalder, bland annat av Gottfrid från Strassburg som mästaren i förfinad diktkonst.
Hartmann hämtar sitt stoff främst ur Arthursagans krets och nämner själv sin källa, Chrétien de Troyes. Hit hör Erec, (utgiven av M. Haupt 1839, andra upplagan 1871), riddaren, som är i färd med att "ligga av sig" vid hemmets härd men åter beger sig ut på äventyr och Iwein (utgiven av Georg Friedrich Benecke och Karl Lachmann, 1827, 5:e upplagan av L. Wolff 1926), som likaledes skildrar en riddares konflikt mellan hem- och riddarlivet. En fransk källa har Hartmann även för sin fromma legend Gregorius (utgiven av Karl Lachmann 1838), medan han bygger sagan om den spetälske riddaren Der arme Heinrich (utgiven av M. Haupt 1842, 2:a upplagan av Martin 1881) på medeltidslatinets så kallade exempla.
Hartmann von Aues skrifter finn även utgivna i Altdeutsche Textbibliothek och Deutsche Klassiker des Mittelalters.

## Utmärkelser
Asteroiden 9908 Aue är uppkallad efter honom.

## Verk i urval
- Gregorius
- Erec
- Der arme Heinrich
- Iwein